# Arcidiocesi di Laodicea di Siria
L'arcidiocesi di Laodicea di Siria (in latino Archidioecesis Laodicensis in Syria) è una sede soppressa e sede titolare della Chiesa cattolica.

## Storia
Laodicea di Siria, corrispondente alla città di Lattakia nell'odierna Siria, è un'antica sede della provincia romana della Siria Prima nella diocesi civile d'Oriente e nel patriarcato di Antiochia. Come tutte le sedi episcopali di questa provincia, essa dipendeva direttamente dal patriarca di Antiochia, che la elevò, come altre diocesi della provincia, al rango di sede metropolitana senza suffraganee, come documentato da una Notitia episcopatuum datata alla seconda metà del VI secolo.
Secondo Doroteo di Tiro, il primo vescovo di Laodicea sarebbe stato san Lucio, menzionato da san Paolo nella lettera ai Romani 16,21, e ricordato nei menologi greci il 22 aprile. Eusebio di Cesarea aggiunge 6 vescovi di Laodicea, precedenti al concilio di Nicea del 325, dove è documentato il primo vescovo noto di questa sede, Teodoto.
La serie episcopale di Laodicea risulta frammentaria: documentata fino al VI secolo, diventa in seguito lacunosa e pochi sono i nomi noti. La sede è ancora oggi una metropolia della Chiesa greco-ortodossa di Antiochia.
Durante l'epoca delle Crociate, la città fu sede di una diocesi di rito latino.
Dal XX secolo Laodicea di Siria è annoverata tra le sedi arcivescovili titolari della Chiesa cattolica; la sede è vacante dal 1º dicembre 1986.

## Cronotassi

### Arcivescovi greci
- San Lucio †
- Telimidre †
- Eliodoro †
- Socrate †
- Sant'Eusebio † (264 - circa 270 deceduto)
- Sant'Anatolio † (circa 270 - circa 280 deceduto)
- Stefano I † (al tempo di Diocleziano)
  - Teodoto † (prima del 325 - dopo il 327) (vescovo ariano)
  - Giorgio † (circa 332 - circa 362 deceduto) (vescovo ariano)[4]
- San Pelagio † (363 - dopo il 381)
- Apollinare †[5]
- Elpidio † (menzionato nel 394)[6]
- Macario † (prima del 431 - dopo il 451)
- Massimo † (prima del 458 - dopo il 459)
- Nicia † (menzionato nel 512)
  - Costantino I † (? - 518 espulso) (vescovo monofisita)
- Stefano II † (menzionato nel 553)
  - Domezio † (circa 553 - prima del 563/564) (vescovo monofisita)[4]
  - Giovanni † (menzionato nel 720 circa) (vescovo monofisita)
  - Costantino II † (menzionato tra l'818 e l'845) (vescovo monofisita)
- Teodoro † (X/XI secolo)
- Elia † (X/XI secolo)
- Cosma † (XI secolo)[7]
- Giuseppe † (XII secolo)
- Basilio † (XII secolo)[8]

### Vescovi latini
- Gerardo † (menzionato nel 1136 e nel 1159[9])
- Anonimo † (menzionato nel 1190)
- Pietro di Sant'Ilario, O.P. † (1264 - 22 settembre 1272 dimesso)

### Arcivescovi titolari
I vescovi di Laodicea di Siria appaiono confusi con i vescovi di Laodicea di Frigia, perché nelle fonti citate le cronotassi delle due sedi non sono distinte.
- Agostino di Nottingham, O.F.M. † (circa 1310 - ?)
- Simone, O.P. † (4 luglio 1345 - ?)
- Giovanni Dolce, O.P. † (27 gennaio 1382 - ?)
- Turibio † (? deceduto)
- Gondisalvo Alfonso, O.P. † (19 ottobre 1405 - dopo il 1436 deceduto)[10]
- Martino †
- Antonio † (? deceduto)
- Guglielmo di Barlasina, O.F.M. † (7 febbraio 1396 - ? deceduto)
- Bartolomeo Fernando, O.P. † (22 giugno 1412 - ?)
- Nicola, O.S.B. † (21 marzo 1414 - ?)
- Giovanni † (? deceduto)
- Gerardo de Ruppin, O.P. † (16 gennaio 1426 - ?)
- Giuliano di Tallada, O.P. † (12 luglio 1432 - 22 agosto 1435 nominato vescovo di Bosa)
- Denis de la Loyerie, O.F.M. † (22 agosto 1435 - ? deceduto)
- Garcia di Ledesma, O.P. † (17 agosto 1440 - ?)
- Jean Hardi † (17 giugno 1446 - ?)
- Giorgio, O.F.M. † (menzionato nel 1460)
- Pierre Sorel † (menzionato nel 1463)
- Paolo di Cracovia, O.P. † (16 settembre 1464 - 1498 deceduto)[11][12]
- Giovanni Loveri, O.F.M. † (29 aprile 1475 - ? deceduto)
- Giacomo di Bydgoszcz, O.P. † (1481 - ? deceduto)
- Garcia, O.P. † (20 marzo 1493 - ?)
- Matteo di Lulino, O.P. † (16 ottobre 1497 - ?)
- Marian Lulias, O.P. † (24 gennaio 1499 - 12 marzo 1503 deceduto[13])[12]
- Baldassarre di Bernezzo, O.S.B. † (3 luglio 1499 - 7 maggio 1509 deceduto)[14]
- Rodrigo di San Genesio, O.Cist. † (21 aprile 1501 - dopo il 1520 deceduto) [15]
- Giovanni † (9 agosto 1503 - 16 ottobre 1526 deceduto[16])[12]
- Dennis T. O'Connor, C.S.B. † (4 maggio 1908 - 30 giugno 1911 deceduto)
- Raffaele Scapinelli di Leguigno † (30 gennaio 1912 - 7 dicembre 1916 nominato cardinale presbitero di San Girolamo dei Croati)[17]
- Francesco Moretti † (7 marzo 1921 - 30 dicembre 1926 deceduto)
- Riccardo Bartoloni † (21 maggio 1928 - 11 ottobre 1933 deceduto)
- Orazio Mazzella † (1º novembre 1934 - 30 luglio 1939 deceduto)
- Mario Giardini, B. † (5 febbraio 1940 - 30 agosto 1947 deceduto)
- Guido Luigi Bentivoglio, O.C.S.O. † (30 marzo 1949 - 3 aprile 1952 succeduto arcivescovo di Catania)
- Benjamin-Octave Roland-Gosselin † (23 aprile 1952 - 22 maggio 1952 deceduto)
- Paul Bernier † (7 agosto 1952 - 9 settembre 1957 nominato arcivescovo, titolo personale, di Gaspé)
- Domenico Tardini † (27 dicembre 1958 - 27 dicembre 1958 dimesso)
- Martin John O'Connor † (5 settembre 1959 - 1º dicembre 1986 deceduto)